# Provincia de Mimasaka
La provincia de Mimasaka (美作国 Mimasaka-no-kuni?) fue una provincia japonesa que en la actualidad correspondería a la parte noreste de la prefectura de Okayama. Mimasaka limitaba con las provincias de Bitchū, Bizen, Harima, Hōki e Inaba. Formaba parte del circuito del San'yōdō. Su nombre abreviado era Sakushu (作州 Sakushū?).
La capital provincial (kokufu) estaba en la ciudad de Tsuyama y el Nakayama jinja fue designado como el principal santuario sintoísta (ichinomiya) para la provincia.